# 富马利
富马利（Mary Hannah Fulton，1854年5月31日—1927年1月7日）为美北长老会医疗传教士，长期在中国广州行医、传教，私立夏葛医学院、柔济医院及端拿护士学校的创始人。
富马利出生在美国俄亥俄州阿什蘭，曾就读于威斯康星州阿普尔顿的劳伦斯大学，1874年毕业于密歇根州Hillsdale学院，1877年获硕士学位，随后任教于印第安纳波利斯的学校。1880年又进入宾夕法尼亚女子医学院，获得医学博士学位。1884年30岁时受美北长老会差遣，前往中国传教。她的哥哥富利惇已在4年前到中国。她到达广州后，在城内四牌楼长老会三支会福音堂设赠医所，服务于贫民。1899年，她在西关逢源西街长老会一支会礼拜堂创办广东女医学堂及附属赠医所。1902年，富利惇在美国募捐得到款项，于是得以在附近将广东女医学院改建为广东夏葛女医学校，并设立柔济医院、端拿护士学校，由富马利出任院长及教授。
1915年，富马利迁居上海，出任广东旅沪中华基督教会正女执事长，其学生、该会创始人张竹君任副女执事长。1917年，在虹口北四川路1802弄1号建成可容800人的富吉堂，堂名取自于富马利及母亲吉氏。富马利在1917年返回美国，1927年在加州帕萨迪纳去世。